# Santa Maria d'Alpens
Santa Maria d'Alpens és una església d'Alpens (Lluçanès) inclosa a l'Inventari del Patrimoni Arquitectònic de Catalunya.

## Descripció
És una església de grans dimensions amb diferents cossos superposats; es distingeixen dues parts ben diferenciades pel seu material i fase de construcció. Al campanar es conserva la zona més antiga, a la base, feta amb pedres irregulars i morter amb pedres cantoneres ben tallades: correspon al segle XV-XVI. La part superior té carreus ben tallats i obertures de mig punt per a les campanes. A la part superior, la balustrada és del segle xviii. Conté una campana decorada construïda el 1655 (segons una inscripció).
L'altra cos és el de la capella central, amb un portal d'entrada en pedra treballada formant dos pilars adossats als laterals; sobre la porta s'obre un petit nínxol en forma de capella. Al centre de la façana hi ha una rosassa. La capella fonda o del Santíssim és del 1846. Davant l'església hi ha una creu petita de pedra, així com un petit mur que encercla una placeta davantera.

### Exterior
Hi ha una campana decorada amb diverses franges llises formant grups de dos, quatre o sis Línies i de diverses amplades. A la part superior de la campana hi ha la inscripció que li dona el nom: SANCTE CRISTOPHORE ORA PRO NOBIS. A la part central hi ha una creu sobre tres graons tot decorat amb estilitzacions vegetals ondulants, l'anagrama de Crist, la Mare de Déu, Sant Cristòfol i Sant Miquel d'Alpens.
També hi ha un rellotge format per l'engranatge de ferro, situat a la part baixa del campanar, les peses, que originàriament eren de pedra però que ara són de ferro, i les campanes, però es van baixar per tal que fos més fàcil de donar-li corda, perquè encara funciona.
L'interior de l'entrada lateral de l'església està format per una porta de fusta en caixa, amb dos batents rectangulars que tenen cada un, un batent més petit que és el que s'utilitza normalment. L'estructura és rectangular tant en planta com en alçat, llevat de l'ornamentació de la capçalera amb un motiu ovalat central i motius lobulats als extrems.

### Capelles
La capella baptismal està situada en el fons de l'església, adossada al mur occidental, a la dreta de l'entrada principal. Està formada per una arc rebaixat a l'interior del mur, deixant un espai rectangular on hi ha la pica baptismal. Aquesta pica té una conca semicircular amb relleus de flors i fulles d'acant a l'exterior, i un peu circular on hi ha, també en relleu, una serp cargolada amb una poma a la boca, representant el pecat que es redimeix amb el baptisme, Aquesta capella està tancada amb una reixa de ferro amb volutes a la part central i elements vegetals a la part superior que està centrada per un anagrama de la Mare de Déu. En el terra hi ha rajoles blaves de mostra, del segle xix.
Hi ha una capella lateral dreta formada per una fornícula, un altar i una motllura sota arcada, situada en el mur dret de la capella que fa el creuer de l'església. La fornícula és de planta semicircular i està coberta amb quart d'esfera. A l'exterior té dues columnes llises a casa banda amb capitells. A la part superior hi ha una motllura amb l'escut del Carme i un colom en representació de l'Esperit Sant. A l'altar també hi ha pintat l'escut del Carme. La Mare de Déu està situada sobre d'una peanya.
La capella lateral esquerra està formada per una fornícula de secció semicircular i coberta de quart d'esfera, flanquejada per quatre columnes llises negres amb base i capitell. A la part superior hi ha una motllura circular que no representa cap inscripció i a la part superior de la capella n'hi ha una altra més complexa i d'estil barroc. L'altar està pintat i presenta a la part central un escut coronat i voltat d'estilitzacions vegetals amb les inicials de Ave Maria.
Al mur oriental de l'església hi ha un retaule de Sant Pere de Serrallonga del segle xvii. Trobem també l'altar major de Santa Maria del segle xviii.

## Història
Aquest edifici és barroc- neoclàssic, amb moltes modificacions. Reedificada des del 1708, fou cremada durant la primera guerra carlina (1833-40) i restaurada entre 1840-45.
En aquesta església es donà un fet transcendental en les guerres carlines: el 9 de juliol de 1873, el brigadier Josep Cabrinetty que comandava les tropes governamentals rebé un tret que li causà la mort i que sembla que fou disparat des del campanar de dita església. Els carlins encapçalats pel general Savall guanyaren així l'anomenada Batalla d'Alpens. Carles VII donà al general el títol de Marquès d'Alpens.
La campana va ser construïda el 1655 segons la inscripció i actualment és la campana dels quarts del rellotge de Santa Maria d'Alpens. La porta data de 1830. Va ser pintada de nou després de la guerra. La capella lateral és originària del segle xvi però ha sofert transformacions i reformes tant el 1840 com amb posterioritat a la guerra del 1936. La capella del sagrat cor sembla que és originària del segle xvi, juntament amb la capella lateral dreta dedicada a la Mare de Déu del Carme. Les diverses transformacions que ha sofert l'església també han modificat aquestes dues capelles, actualment repintades després de la reconstrucció posterior a la guerra de 1936.